# Hodsoll Street
Hodsoll Street – wieś w Anglii, w hrabstwie Kent, w dystrykcie Sevenoaks. Leży 16 km na północny zachód od miasta Maidstone i 37 km na południowy wschód od centrum Londynu.